# Беккари, Одоардо
Одоа́рдо Бекка́ри (итал. Odoardo Beccari; 16 ноября 1843, Флоренция — 25 октября 1920, Флоренция) — итальянский ботаник и путешественник.

## Биография
Одоардо Беккари учился в гимназии в Лукке, потом в университете Пизы.
В 1855 году предпринял вместе с маркизом Джакомо Дориа путешествие на остров Борнео, в северной части которого он прожил до января 1868 года у саравакского раджи, сэра Джеймса Брука.
Вернувшись в Италию с богатой добычей ботанических и зоологических предметов, он основал Nuovo giornale botanico italiano, в первых выпусках которого (1869—1871) напечатаны его ботанические исследования острова Борнео.
В 1870 году он соединился с Орацио Антинори и профессором Исселем для экспедиции в Красное море, в которой они посетили Акабский залив, архипелаг Дахлак, а также страну богосов и Барку на севере Абиссинии.
Прожив около года на родине, он 27 ноября 1871 года отправился вместе с Д’Альберти в новое путешествие в Новую Гвинею. Отправившись из Амбона, они причалили 9 апреля 1872 года к юго-западному берегу Новой Гвинеи и после нескольких экспедиций внутрь страны вернулись в Амбон 6 декабря. Д’Альберти уехал в Сидней, а Беккари отправился к островам Ару и Кей и 6 октября 1873 года переехал в Макасар, чтобы продолжать свои изыскания на Сулавеси.
22 января 1875 года он предпринял второе путешествие в Новую Гвинею из Амбона, посетил Арфакские горы и вернулся в июле в Тернате.
После третьей поездки на Новую Гвинею (ноябрь 1875 — июнь 1876) возвратился в Италию.
Его исследования и отчёты об экспедиции в Новую Гвинею напечатаны в Bulletino della societa geografica italiana (1873—1874).
В честь Беккари названы роды растений:
- Beccariodendron Warb. семейства Анноновые
- Beccariophoenix Jum. & H.Perrier семейства Пальмовые
- Beccarianthus Cogn. семейства Меластомовые

животные:
- Beckius beccarii (Gestro, 1876) — вид жуков из подсемейства Дупляки семейства Пластинчатоусых
- Calyptomyrmex beccarii Emery, 1887 — вид муравьёв из подсемейства Myrmicinae.
- Складчатогуб Беккари (Mormopterus beccarii)  — вид из семейства бульдоговые летучие мыши
- Drymodes beccarii Salvadori, 1876 — вид птиц из рода австралийские дрозды
- Крыса Беккари Margaretamys beccarii Jentink, 1880 — вид крыс из подсемейства Murinae (Мышиные)

## Вклад
Одоардо Беккари был одним из пионеров биологических исследований в Сараваке (Малайзия). Он провел несколько лет (1865–1868) на Борнео и еще несколько лет (1872–1876) на других Зондских островах, в основном в Новой Гвинее. Хотя он изучал в основном пальмы (Arecaceae), он также собрал и описал множество других растений, включая шесть видов Thismia, которые оставались неизвестными другим коллекционерам. Один из этих видов происходит из Новой Гвинеи (Thismia crocea), другой из Сингапура (Thismia aseroe), а остальные из Саравака (Thismia clavigera, Thismia episcopalis, Thismia neptunis и Thismia ophiuris). Интересно, что три из этих видов происходят из одной местности на юго-западе Саравака, которую Беккари назвал "монте Маттан". Это Гунунг Матанг, часть современного национального парка Куба, к северо-западу от Кучинга. Беккари провел много времени в этой местности во время своего пребывания в Сараваке в 1865–1868 гг. и описал его как место с густым лесом, густой тенью и богатой почвой, где он нашел Thismia и другие растения.

## Печатные труды
- Palme del Madagascar descritte ed illustrate. 1912—1914. (итал.)
- Contributo alla conoscenza della palma a olio (Elaeis guineensis). 1914. (итал.)
- Malesia; raccolta di osservazioni botaniche intorno alle piante dell’arcipelago Indo-Malese e Papuano pubblicata da Odoardo Beccari, destinata principalmente a descrivere ed illustrare le piante da esso raccolte in quelle regioni durante i viaggi eseguiti dall’anno 1865 all’anno 1878. 1916. (итал.)
- Il genere Cocos Linn. e le palme affini. 1916. (итал.)
- A monographic study of the genus Pritchardia. 1921 (англ.) (совместно с Джозефом Фрэнсисом Чарлзом Роком)
- Nuova Guinea: Celebes e Molucche: diarii di viaggio. 1924. (итал.)
- Nelle foreste di Borneo: viaggi e ricerche di un naturalista. 1982. (итал.)
- Wanderings in the great forests of Borneo. 1989. (англ.)